# Tmesisternus affinis
Tmesisternus affinis là một loài bọ cánh cứng trong họ Cerambycidae.